# Aubertin Walter Sothern Mallaby
Aubertin Walter Sothern Mallaby, britanski general, * 1899, † 30. oktober 1945.